# Apodemia dialeuca
Apodemia dialeuca är en fjärilsart som beskrevs av Paul A. Opler och Powell 1962. Apodemia dialeuca ingår i släktet Apodemia och familjen Riodinidae. Inga underarter finns listade i Catalogue of Life.